# Jüdischer Friedhof Langen (Hessen)

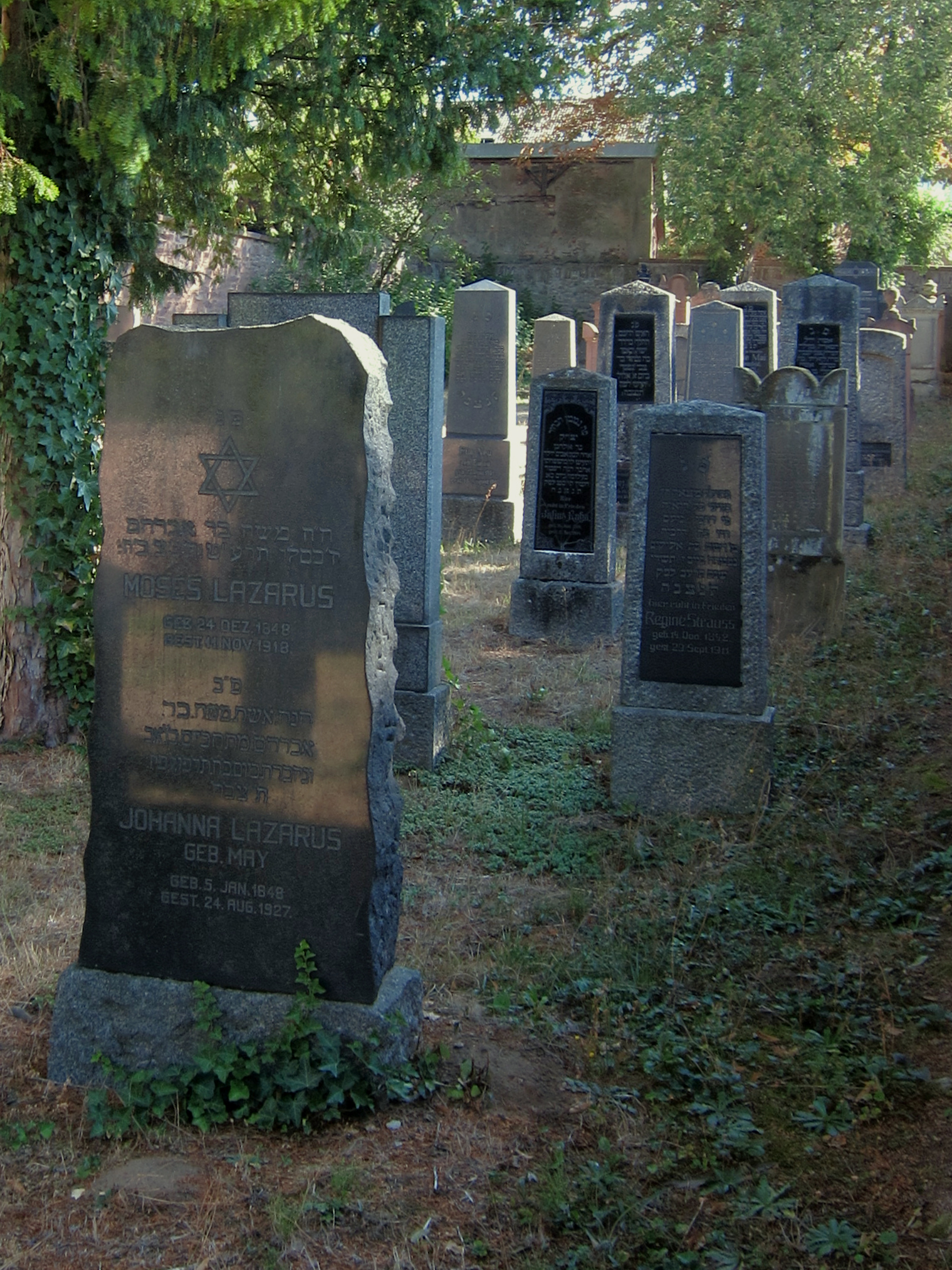
Jüdischer Friedhof in Langen

Der Jüdische Friedhof in Langen, einer Stadt im Landkreis Offenbach in Südhessen, wurde 1875 angelegt. Der jüdische Friedhof an der Friedhofstraße, innerhalb des kommunalen Friedhofes gelegen, ist ein geschütztes Kulturdenkmal.
Die Toten der Jüdischen Gemeinde Langen wurden zunächst in Groß-Gerau beigesetzt. Der jüdische Friedhof in Langen wurde im Februar 1876 eingeweiht.
Auf dem  7,4 ar großen Friedhof fanden 1935 die letzten Beisetzungen statt. Heute sind noch einige Grabsteine vorhanden, meistens aus Sandstein und mit zum Teil hebräischen Inschriften.